# Hailstorm Island
Hailstorm Island ist eine 400 m lange Felseninsel im Archipel der Windmill-Inseln vor der Budd-Küste des ostantarktischen Wilkeslands. Im Zentrum der Gruppe der Swain-Inseln liegt sie zwischen den Inseln Cameron Island und Burnett Island.
Die Insel wurde anhand von Luftaufnahmen der US-amerikanischen Operation Highjump (1946–1947) grob kartiert. 1957 nahmen Wissenschaftler der Wilkes-Station unter der Leitung des US-amerikanischen Polarforschers Carl R. Eklund (1909–1962) eine Vermessung vor. Eklund benannte sie nach Kenneth José Hailstorm (1936–2005), Mitglied einer Einheit der United States Navy zur Unterstützung der Überwinterungsmannschaft auf der Wilkes-Station während des Internationalen Geophysikalischen Jahres (1957–1958).